# Anders Due
Pour les articles homonymes, voir Due.
Anders Due, né le 17 mars 1982 à Nykøbing Falster au Danemark, est un footballeur danois. Il joue au poste de milieu offensif gauche avec l'équipe danoise de Lolland-Falster Alliancen.

## Biographie

### Lolland-Falster Alliancen
Anders Due commence à jouer très jeune pour le Lolland-Falster Alliancen. Initialement utilisé en tant que défenseur gauche, il monte d'un cran pour s'imposer en tant que milieu gauche grâce à un très bon pied gauche. Il commence sa carrière professionnelle en 2002, jouant dans les divisions inférieures danoises. Il aide le club à gravir les échelons et les ascensions dans la hiérarchie danoise. 
Durant la saison 2004-2005, Due marque 10 buts, dont 8 d'entre eux sur des coups francs direct. Son contrat se termine et il attire l'attention des clubs de l'élite danoise comme l'AGF Århus, le Brøndby IF ou le FC Nordsjælland. Il choisit le FC Nordsjælland, un club avec de bons joueurs.

### FC Nordsjælland
Due s'acclimate rapidement dans son nouveau club et remplace pour cause de blessure Henrik Eggerts qui était le premier choix de milieu gauche du club. Anders étonne et réalise 12 passes décisives et 2 buts. Sa saison lui vaut d'être nommé en 2006 pour élire les meilleurs joueurs de la division danoise. Le reste de la saison n'est pas aussi bonne, mais Due continue à engranger les passes décisives pour finir à 15 au terme de la saison.

### Vitesse Arnhem
Après une saison à Nordsjællan, Due est recruté par les Néerlandais du Vitesse Arnhem, qui avaient signé juste avant son compatriote Mads Junker. Vitesse décide de recruter Due pour la somme de 1,34 M€. Malgré quelque soucis avec le propriétaire de son ancien club il signe tardivement le 5 juillet 2006.
Son succès à Arnhem est très limité, puisqu'il ne fait que 17 apparitions avec seulement 7 matchs complets. À la fin de la saison 2006-2007, Anders parle aux médias de son envie de quitter le club et cite le Brøndby IF comme club idéal pour se relancer. Cependant après avoir parlé avec son coach, il décide de rester car il voit en lui un jeune prometteur. Mais son aventure aux Pays-Bas ne dure que 6 mois de plus, car en janvier 2008 il quitte le club pour celui de l'AaB Ålborg.

### AaB Ålborg
En 2008, après avoir disputé les tours de qualifications, il découvre la Ligue des champions le 21 octobre 2008 contre le Villarreal CF en étant titulaire (3-6). Lors du quatrième match de poule au match retour il marque le deuxième but d'Alborg mais les deux équipes se neutralisent 2-2.

## Anecdote
- Il est le cousin de l'ex-international danois Claus Jensen.

## Palmarès
- AaB Ålborg
  - Championnat du Danemark
    - Vainqueur : 2008 et 2014.

  - Coupe du Danemark
    - Finaliste : 2009.

## Statistiques
| Saison      | Club            | Pays         | Championnat        | Coupes nationales | Coupes d’Europe                     | Sélection Danemark |
| ----------- | --------------- | ------------ | ------------------ | ----------------- | ----------------------------------- | ------------------ |
| 2005 - 2006 | FC Nordsjælland | Superligaen  | 31 matchs / 4 buts | -                 | -                                   | -                  |
| 2006 - 2007 | Vitesse Arnhem  | Eredivisie   | 17 matchs          | 2 matchs          | -                                   | -                  |
| 2007 - 2008 | Vitesse Arnhem  | Eredivisie   | 8 matchs / 1 but   | -                 | -                                   | -                  |
| 2007 - 2008 | AaB Ålborg      | Superligaen  | 5 matchs           | -                 | -                                   | -                  |
| 2008 - 2009 | AaB Ålborg      | Superligaen  | 30 matchs / 2 buts | 5 matchs / 1 but  | 8 + 4 matchs / 3 + 2 buts (C1 + C3) | -                  |
| 2009 - 2010 | AaB Ålborg      | Superligaen  | 27 matchs / 2 buts | 3 matchs          | 2 matchs (C3)                       | -                  |
| 2010 - 2011 | AaB Ålborg      | Superligaen  | 6 matchs           | -                 | -                                   | -                  |
| 2010 - 2011 | FC Nordsjælland | Superligaen  | 10 matchs / 1 but  | 2 matchs / 1 but  | -                                   | -                  |
| 2010 - 2011 | AaB Ålborg      | Superligaen  | 13 matchs / 3 buts | -                 | -                                   | -                  |
| 2011 - 2012 | AaB Ålborg      | Superligaen  | 29 matchs / 3 buts | -                 | -                                   | -                  |
| 2012 - 2013 | AaB Ålborg      | Superligaen  | 26 matchs          | 2 matchs          | -                                   | -                  |
| 2013 - 2014 | AaB Ålborg      | Superligaen  | 21 matchs          | 6 matchs / 1 but  | 2 matchs (C3)                       | -                  |
| 2014 - 2015 | FC Vestsjælland | Superligaen  | 23 matchs / 2 buts | 5 matchs          | -                                   | -                  |
| 2015 - 2016 | FC Vestsjælland | 1st Division | 15 matchs / 3 buts | 2 matchs          | -                                   | -                  |
| 2016 - 2017 | Nykøbing FC     | 1st Division | 20 matchs / 2 but  | 1 match           | -                                   | -                  |

Dernière mise à jour le 11/04/2017